# Jocurile Olimpice de iarnă din 1988
A XV-a ediție a Jocurilor Olimpice de iarnă s-a desfășurat la Calgary, Canada.

## Organizare
- Orașe candidate: Cortina d'Ampezzo (Italia), Falun (Suedia).
- Este pentru prima dată când Canada organizează Jocurile de iarnă.
- Este pentru prima dată când Jocurile se desfășoară într-o perioadă de 3 săptămâni.

## Sporturi
- Biatlon
- Bob
- Combinata nordică
- Hochei pe gheață
- Patinaj artistic
- Patinaj viteză
- Sanie
- Sărituri cu schiurile
- Schi alpin
- Schi fond

#### Sporturi demonstrative
- Curling
- Schi acrobatic
- Patinaj viteză pe pistă scurtă

## Clasamentul pe medalii
Legendă
      Țara gazdă
| Loc   | CON                              | Aur | Argint | Bronz | Total |
| ----- | -------------------------------- | --- | ------ | ----- | ----- |
| 1     | Uniunea Sovietică (URS)          | 11  | 9      | 9     | 29    |
| 2     | Germania de Est (GDR)            | 9   | 10     | 6     | 25    |
| 3     | Elveția (SUI)                    | 5   | 5      | 5     | 15    |
| 4     | Finlanda (FIN)                   | 4   | 1      | 2     | 7     |
| 5     | Suedia (SWE)                     | 4   | 0      | 2     | 6     |
| 6     | Austria (AUT)                    | 3   | 5      | 2     | 10    |
| 7     | Olanda (NED)                     | 3   | 2      | 2     | 7     |
| 8     | Germania de Vest (FRG)           | 2   | 4      | 2     | 8     |
| 9     | Statele Unite ale Americii (USA) | 2   | 1      | 3     | 6     |
| 10    | Italia (ITA)                     | 2   | 1      | 2     | 5     |
| 11    | Franța (FRA)                     | 1   | 0      | 1     | 2     |
| 12    | Norvegia (NOR)                   | 0   | 3      | 2     | 5     |
| 13    | Canada (CAN)                     | 0   | 2      | 3     | 5     |
| 14    | Iugoslavia (YUG)                 | 0   | 2      | 1     | 3     |
| 15    | Cehoslovacia (TCH)               | 0   | 1      | 2     | 3     |
| 16    | Japonia (JPN)                    | 0   | 0      | 1     | 1     |
| 16    | Liechtenstein (LIE)              | 0   | 0      | 1     | 1     |
| Total | Total                            | 46  | 46     | 46    | 138   |

## România la JO 1988
România a participat cu o delegație de 11 sportivi, 5 bărbați și 6 femei. Nici un punct acumulat. Cel mai bun rezultat:
- locul 12: Mihaela Cârstoi, Rodica Drăguș, Ileana Hanganu, Adina Țuțulan - la ștafeta de schi 4x5 km.